# Гимн жемчужине
«Гимн жемчужине» или Песнь о жемчужине — дидактическое сочинение сирийских гностиков, найденное в апокрифических Деяниях апостола Фомы, сохранившееся с очень незначительными ортодоксальными переработками. Название «Гимн Жемчужине» дано переводчиками, в источнике текст озаглавлен как «Песня апостола Иуды Фомы в земле индийской». Из оставшегося фрагмента Деяний, сохранившегося в сирийской и греческой версиях, сирийская ближе всего к первоначальной. Возможным автором гимна считают гностика Бардесана из-за некоторых параллелей с его собственной судьбой.
Согласно представлениям М. Элиаде, описанный в сочинении гностический миф относится к «мифам памяти и забвения».

## Краткое содержание
Принц приезжает с Востока, чтобы в Египте найти «единственную в своем роде жемчужину, находящуюся посреди моря, вокруг которого лежит змей, отпугивающий всех пронзительным свистом». В Египте он попадает в плен к местным жителям. Они ему дают отведать своих блюд, и принц теряет память и понятие о своей личности. «Я забыл, что я сын короля, и я служил их королю, я забыл о жемчужине, за которой меня послали мои родители, и под влиянием данного мне блюда впал в глубокий сон». Но родители узнали, что произошло с их сыном, и написали ему письмо. «Твой отец, король королей, и твоя мать, владычица Востока, и твой брат приветствуют тебя, наш сын! Проснись и восстань ото сна и выслушай слова нашего письма. Вспомни, что ты сын короля. Посмотри, в какое рабство ты попал. Вспомни о жемчужине, ради которой ты послан в Египет». Письмо полетело к принцу как птица, опустилось к его ногам и стало словом. «При звуке этого голоса и от шороха письма, я пробудился и сон меня покинул. Я поднял его, прижал к сердцу, распечатал печать, прочитал, и слова этого письма совпали с тем, что было запечатлено в моем сердце. Я вспомнил, что я был королевских кровей, и мое благородное происхождение проявило себя. Я вспомнил о жемчужине, на поиски которой я был послан в Египет, и я стал заклинать змия, отпугивающего всех своим устрашающим свистом. С помощью заклинаний я усыпил его, произнес над ним имя моего отца и, завладев жемчужиной, отправился к отчему дому».

## Переводы
- Русский перевод С. С. Аверинцева